# ロッセーラ・フォーク
ロッセーラ・フォーク（Rossella Falk、1926年11月10日 - 2013年5月5日）は、イタリアの女優。

## 出演作品
- スリープレス（ローラ・デ・ファブリティス）